# ロス・プリモス
ロス・プリモスは、日本のムード歌謡グループ。1961年結成。1965年から2010年5月まで森聖二がメインボーカルを務めた、日本ムード歌謡界を代表するグループである。
結成時のグループ名は黒沢明とロス・プリモス。リーダー・黒沢の病気療養に伴いロス・プリモスとなる。森の没後2010年6月からは、メンバーを替え新ロス・プリモスとして活動。2019年12月にメンバー2人が脱退（事実上の解雇処分）した後は、活動は再開されていない。

## 概要
1961年、ラテンコーラスグループ黒沢明とロス・プリモスとして結成。なお、黒沢は、映画監督の黒澤明と同姓（漢字違い）同名であるが別人である。
1965年にメインボーカルに森聖二を新たに迎え“大人にも楽しめて唄える歌”として、1966年4月、クラウンレコードよりA面「涙とともに」（作詞／木村伸・作曲／中川博之）B面『ラブユー東京』（作詞／上原尚・作曲／中川博之）の作品でデビューした。これは、中川博之にとってもデビュー作となり、以来数多くの作品を共にすることになる。この時レコードジャケットは白黒だった。
地道な活動により、1年後に「ラブユー東京」が大ヒット、思いがけない展開に慌ててAB面をひっくり返し、ジャケットがカラーの「ラブユー東京」が登場した。
1968年1月に創刊されたオリコンでは創刊号(1968年1月4日付)から2週連続第1位を獲得した。1968年4月29日発売のオリコンHOT100には、「ラブユー東京」「雨の銀座」「ラブユーいとはん」「たそがれの銀座」の4曲がランクインしている。銀座シリーズ第2弾「たそがれの銀座」は発売と同時にオリコンに登場。この曲で同年NHK紅白歌合戦に出演。その後も、静岡県伊東市の城ヶ崎海岸に歌碑まで建ったという「城ヶ崎ブルース」、銀座シリーズ第3弾「恋の銀座」、当時タイトルが長く話題になった「さようならは五つのひらがな」、タンゴのリズムが軽快な「君からお行きよ」など次々と発表する。
1969年 - 1978年、ビクターレコードに移籍。移籍直後には「ヘッドライト」を発表。CM先行で発表した「せめてお名前を」は、札幌で火がついた。10周年記念曲「別れるのになぜ」と数々の曲を残したが、横浜シリーズ第2弾「夜の横浜泣いてる私」を最後にビクターレコードを離れる。
1979年、クラウンレコードに復帰。横浜シリーズ第3弾「小さなお店をもちました」、横浜シリーズ第4弾「ぬれて横浜」を発表。
1980年、黒沢がコンサート中に倒れ引退。その後グループ名をロス・プリモスに改名。
1981年、15周年記念曲「誘蛾灯」を発表。
1986年、「城ヶ崎ブルース」の続編として『雨の城ヶ崎』を発表。
20周年を迎えた頃には、「ラブユー東京」が「ラブユー貧乏」（フジテレビ「オレたちひょうきん族」）になり、「ハーブ湯東京」（「ライオン」CM）と形を変えて脚光を浴びる。
1989年には、秋元康作品の「泣いたカラス」。1990年には、「雪の長岡恋の町」を発表。
1991年、25周年記念曲「アドレス帳」を発表。
1992年「さよならララバイ」を発表。
1993年、シンガポール公演がきっかけで生まれた「雨の星港(シンガポール)」を発表。
1994年、「あなたのためなのよ」を発表。
1995年、「人妻夜雨」を発表。
1996年、30周年記念曲「いつまでも銀座」を発表。
1997年、久々の平尾昌晃作品の「上海しのび逢い」、「好きですサッポロ」の続編、デュエット曲になった「魅せられてサッポロ〜好きですサッポロパートII〜」を、北島ファミリーの高見のり子と発表。
1998年、「小樽化粧」（瀬川瑛子競作）を発表。
1999年、「北緯四十度四十分」青森百石町町生75周年記念曲。デュエットリメイクされた「さようならは五つのひらがな」「サッポロの星の下で」を、真帆花ゆり（現：伊吹友里）と発表。
2000年、デュエットリメイク「名古屋ブルース」は、真咲よう子と発表している。
2001年、35周年記念曲「灯りの中で」が、作詞／森聖二、補作詞・作曲／上野旬也で誕生し、2003年「北の雪虫」（キム・ヨンジャ競作）のカップリング曲として発表される。
2006年6月、40周年記念曲「フォーエバー東京」を発表。森にとって遺作となる。この際行われた40周年記念リサイタルは、ムード歌謡の発祥の地でもある有楽町よみうりホールで公演され、全35曲中29曲を森が熱唱した。40周年記念曲は、森聖二が初めて自ら頭を下げて、レコーディングが実現した。
2007年1月、森が心筋梗塞で倒れ、緊急入院し約3か月の療養を余儀なくされる。この間、サイドボーカルの上野がピンチヒッターとなってステージの穴を埋める。本人の努力のかいあって4月に現場復帰することが出来る。
2009年4月、黒沢が長い闘病生活の末亡くなる。森は、いつでも黒沢が戻ってこられるようにと、あえてロス・プリモスだけの名前にこだわっていた。その願いは叶うことなく終わってしまった。
2009年10月17日、森が自宅で心筋梗塞の発作で倒れ、慶応病院に緊急搬送された。翌日の10月18日、治療の甲斐なく息を引き取る。享年70。くしくも、翌日から検査入院が予定されていた。
2010年、佐藤がサポートメンバーに退く。
2010年5月13日、森が入手していたスケジュールを、全て上野がこなし旧体制のロス・プリモスとしての千秋楽となる。この日をもって上野が脱退。
2010年5月27日、永山こうじがボーカルとして加入、「永山こうじとロス・プリモス」の名称でイベントに参加。同名義では10月にミニアルバム「七色の夢」をリリース。のち、名義を再び「ロス・プリモス」として活動。
2016年4月、NHK Eテレの朝の5分番組「0655」で「さらば、高円寺」「さらば、豊橋」を歌うと0655ファンの間で話題になる。
2019年12月1日、永山こうじ、佐藤幸輝が事実上の解雇（※2019年12月3日所属事務所発表）により脱退。公式ウェブサイトはしばらく工事中を経て再開したが再び閉鎖、活動再開の目途は立っていない。

## かつてのメンバー
- 黒沢明 （くろさわ あきら、1934年5月30日 - 2009年4月9日）
  - 初代リーダー、ギター担当。1980年に病気のため活動を休止し、入院中は作詞に専念していた。映画監督の黒澤明とは別人。
- 村上章 （むらかみ あきら、1939年6月14日 - ）
  - 初代キーボード。秋田県出身。1964年ロス・プリモス加入。脱退後、出身地秋田に戻り、市内でバー『スナック・ロスプリモス』を営みながら、カラオケ指導・カラオケ制作をしている。別名：村山昭（「夜のお伽ばなし」のジャケット写真より）
- 森聖二（もり しょうじ、1939年7月7日 - 2009年10月18日）
  - メインボーカル・2代目リーダー。大阪府出身。「ジョージ山下とドライボンズ」、「森ヨシコとそのグループ」を経て、1965年に加入。2009年10月18日に心不全のため70歳で死去[3]。
- 大川公生（おおかわ きみお、1938年1月10日 - 2017年4月5日）
  - コーラス・ベース担当。東京都出身。「寺部頼義とココナッツアイランダース」、「有馬徹とノーチェックバーナ」を経て、1961年の結成から参加。別名：大川継信（「夜のお伽ばなし」のジャケット写真より）。
- 前川浩二（まえかわ こうじ、1947年2月27日−）
  - 初代ドラムス担当。「夜のお伽ばなし」のジャケット写真や「ラブユー東京」のライナーノーツに名前が記載されている。脱退時期など詳細は不明。
- 峰たかし（みね たかし、1953年3月12日（72歳） - ）
  - 本名：上原貴史。コーラス・ギター担当。東京都出身。 フォーリーブスのバックバンド「ハイソサエティー」（峯井貴史名義）を経て、1977年に峰井貴史名義で加入。1979年に一度脱退したが、1982年になって再加入した。その後、芸名を「峰たかし」に改名。
- 徳永淳（とくなが じゅん、1954年8月4日（70歳） - ）
  - コーラス・ドラムス担当。長崎県出身。「中井明・高橋勝とコロラティーノ」、「アニメーション」を経て、峰と同じく1977年に加入。バー『ビンボー』を経営している。永山こうじとロス・プリモスに改称後も参加していたが、2010年9月一身上の都合により脱退。
- 上野旬也（うえの しゅんや、1948年12月18日 - ）
  - コーラス・キーボード担当。旧芸名・清里卓矢。神奈川県横浜市出身。 男性デュオサウンド・スペース、NHK『うたって・ゴー』のピアノ奏者を経て、1979年に加入。銀座にてバー『Ginzaロス・プリモス』を経営している。2010年5月13日の公演をもって、音楽性・方向性の違いにより脱退。
- 永山こうじ（ながやま こうじ、1954年12月6日 - ）
  - 二代目メインボーカル担当。鹿児島県出身。1982年にコーラスグループ「アルバトロス」結成。1984年コーラスグループ「ロス・インディオス」に加入。2003年ガウスエンタテインメントよりソロデビュー。2010年6月から2019年12月1日（事実上の解雇処分　※2019年12月3日所属事務所発表）まで加入。2023年にロス・インディオスに復帰した。
- 佐藤幸輝（さとう ゆきてる、1950年7月24日 - ）
  - ギター・サックス担当。宮城県出身。1978年に見砂直照と東京キューバン・ボーイズに加入し、1980年にロス・プリモスの正式メンバーとなり、2000年にほかの音楽活動を兼任するためサポートメンバーに退くが、2010年の永山こうじとロス・プリモスと改称後に正式メンバーに復帰。2019年12月1日（事実上の解雇処分　※2019年12月3日所属事務所発表）脱退。
- 宮澤隆史（みやざわ たかし）
  - コーラス・ギター担当。2016年に加入。永山、佐藤とは異なり事務所には残留。

他多数

## ディスコグラフィ

### シングル
| #  | 発売日          | A/B面 | タイトル                                  | 作詞              | 作曲            | 編曲       | レーベル     | 規格品番  |
| -- | --------------- | ----- | ----------------------------------------- | ----------------- | --------------- | ---------- | ------------ | --------- |
| 1  | 1966年 4月1日   | A面   | 涙とともに                                | 木村伸            | 中川博之        | 中川博之   | 日本クラウン | CW-460    |
| 1  | 1966年 4月1日   | B面   | ラブユー東京                              | 上原尚            | 中川博之        | 中川博之   | 日本クラウン | CW-460    |
| 2  | 1966年 11月     | A面   | 涙でしあわせを                            | 富樫政子          | 小杉仁三        | 小杉仁三   | 日本クラウン | CW-587    |
| 2  | 1966年 11月     | B面   | ちょっとたまらないの                      | 佐々木悦子        | 小杉仁三        | 小杉仁三   | 日本クラウン | CW-587    |
| 3  | 1967年 3月      | A面   | 夢に泣く女                                | 富樫政子          | 中川博之        | 井上忠也   | 日本クラウン | CW-623    |
| 3  | 1967年 3月      | B面   | 東京ロマン                                | 久仁京介          | 中川博之        | 新井利昌   | 日本クラウン | CW-623    |
| 4  | 1967年 7月      | A面   | 信濃川慕情                                | 山岸一二三        | 山岸英樹        | 新井利昌   | 日本クラウン | CW-697    |
| 4  | 1967年 7月      | B面   | 新潟ブルース                              | 山岸一二三        | 山岸英樹        | 新井利昌   | 日本クラウン | CW-697    |
| 5  | 1967年 11月     | A面   | 雨の銀座                                  | 富樫政子          | 中川博之        | 井上忠也   | 日本クラウン | CW-745    |
| 5  | 1967年 11月     | B面   | 生命のブルース                            | 木村伸            | 中川博之        | 井上忠也   | 日本クラウン | CW-745    |
| 6  | 1968年 3月      | A面   | ラブユーいとはん                          | 吉岡良            | 中川博之        | 重松岩雄   | 日本クラウン | CW-796    |
| 6  | 1968年 3月      | B面   | 夜のお伽ばなし                            | 水沢圭吾          | 宮城淳          | 新井利昌   | 日本クラウン | CW-796    |
| 7  | 1968年 5月      | A面   | たそがれの銀座                            | 古木花江          | 中川博之        | 小杉仁三   | 日本クラウン | CW-818    |
| 7  | 1968年 5月      | B面   | わたしのあなた                            | 川野ただし        | 中川博之        | 新井利昌   | 日本クラウン | CW-818    |
| 8  | 1968年 6月      | A面   | ゆく春を                                  | 星野哲郎          | 中川博之        | 小杉仁三   | 日本クラウン | CW-838    |
| 8  | 1968年 6月      | B面   | 愛はいずこへ                              | 星野哲郎          | 中川博之        | 小杉仁三   | 日本クラウン | CW-838    |
| 9  | 1968年 8月      | A面   | 城ヶ崎ブルース                            | 星野哲郎          | 関野幾生        | 関野幾生   | 日本クラウン | CW-845    |
| 9  | 1968年 8月      | B面   | シャボテン小唄                            | 星野哲郎          | 関野幾生        | 関野幾生   | 日本クラウン | CW-845    |
| 10 | 1968年 10月     | A面   | さようならは五つのひらがな                | 星野哲郎          | 中川博之        | 小杉仁三   | 日本クラウン | CW-868    |
| 10 | 1968年 10月     | B面   | お友達のキス                              | 星野哲郎          | 中川博之        | 小杉仁三   | 日本クラウン | CW-868    |
| 11 | 1968年 10月     | A面   | 恋の銀座                                  | 星野哲郎          | 中川博之        | 小杉仁三   | 日本クラウン | CW-880    |
| 11 | 1968年 10月     | B面   | 逢い初めの夜                              | 星野哲郎          | 中川博之        | 小杉仁三   | 日本クラウン | CW-880    |
| 12 | 1969年 4月      | A面   | 君からお行きよ                            | 有馬三恵子        | 笠井幹男        | 湯野カオル | 日本クラウン | CW-930    |
| 12 | 1969年 4月      | B面   | 札幌の星の下で                            | 星野哲郎          | 中川博之        | 井上忠也   | 日本クラウン | CW-930    |
| 13 | 1969年 8月      | A面   | 夜霧のインペリアル・ロード                | 佐伯孝夫          | 渡久地政信      | 寺岡真三   | ビクター     | SV-878    |
| 13 | 1969年 8月      | B面   | 恋のにがさも知りました                    | 佐伯孝夫          | 渡久地政信      | 寺岡真三   | ビクター     | SV-878    |
| 14 | 1969年 9月      | A面   | 夜霧のエアポート                          | みおたみずほ      | 新井利昌        | 新井利昌   | 日本クラウン | CW-971    |
| 14 | 1969年 9月      | B面   | 星よ嘆くな                                | 水島哲            | 叶弦大          | 井上忠也   | 日本クラウン | CW-971    |
| 15 | 1969年 11月     | A面   | 大阪慕情                                  | 真木たつみ        | 新井利昌        | 新井利昌   | 日本クラウン | CW-998    |
| 15 | 1969年 11月     | B面   | 冬子のブルース                            | 星野哲郎          | 鏑木創          | 井上忠也   | 日本クラウン | CW-998    |
| 16 | 1969年 11月     | A面   | ヘッド・ライト                            | 橋本淳            | 筒美京平        | 筒美京平   | ビクター     | SV-904    |
| 16 | 1969年 11月     | B面   | 女みずいろ                                | 橋本淳            | 筒美京平        | 筒美京平   | ビクター     | SV-904    |
| 17 | 1970年 2月      | A面   | 夜のブルース                              | 久仁京介          | 水島正和        | 寺岡真三   | ビクター     | SV-937    |
| 17 | 1970年 2月      | B面   | 悲しみは雨のように                        | なかにし礼        | なかにし礼      | 川口真     | ビクター     | SV-937    |
| 18 | 1970年 5月      | A面   | ばかなわたし                              | 鈴木道明          | 鈴木道明        | 寺岡真三   | ビクター     | SV-2034   |
| 18 | 1970年 5月      | B面   | 恋は秘めごと                              | 鈴木道明          | 鈴木道明        | 寺岡真三   | ビクター     | SV-2034   |
| 19 | 1970年 8月      | A面   | うたがわないで                            | 村上克子          | 彩木雅夫        | 森岡賢一郎 | ビクター     | SV-1083   |
| 19 | 1970年 8月      | B面   | アカシヤ並木に雨が降る                    | 村上克子          | 彩木雅夫        | 森岡賢一郎 | ビクター     | SV-1083   |
| 20 | 1970年 12月     | A面   | たそがれの東京                            | 川野ただし        | 司啓介          | 竹村次郎   | ビクター     | SV-1093   |
| 20 | 1970年 12月     | B面   | どうぞお幸せに                            | 川野ただし        | 司啓介          | 竹村次郎   | ビクター     | SV-1093   |
| 21 | 1971年 3月      | A面   | 想い出の女                                | 橋本淳            | 吉田正          | 寺岡真三   | ビクター     | SV-2132   |
| 21 | 1971年 3月      | B面   | 私の鍵をすてないで                        | 橋本淳            | 吉田正          | 寺岡真三   | ビクター     | SV-2132   |
| 22 | 1971年 5月      | A面   | 盛り場エレジー                            | 保富康午          | 猪俣公章        | 寺岡真三   | ビクター     | SV-2154   |
| 22 | 1971年 5月      | B面   | 札幌旅情                                  | 保富康午          | 猪俣公章        | 寺岡真三   | ビクター     | SV-2154   |
| 23 | 1971年 9月      | A面   | ワンチャンスよこはま                      | 平山忠夫          | 渡久地政信      | 寺岡真三   | ビクター     | SV-2187   |
| 23 | 1971年 9月      | B面   | 似すぎていたのね                          | なかにし礼        | 鈴木淳          | 小杉仁三   | ビクター     | SV-2187   |
| 24 | 1971年 12月     | A面   | くるま・おんな・ぶるーす                  | 橋本淳            | 筒美京平        | 高田弘     | ビクター     | SV-1113   |
| 24 | 1971年 12月     | B面   | 恋のラストブルース                        | 橋本淳            | 筒美京平        | 高田弘     | ビクター     | SV-1113   |
| 25 | 1972年 6月      | A面   | 未来のない女                              | 石井ケイ          | 水島正和        | 近藤進     | ビクター     | SV-2272   |
| 25 | 1972年 6月      | B面   | 雨の十和田湖                              | 長内義章          | 水島正和        | 近藤進     | ビクター     | SV-2272   |
| 26 | 1972年 11月     | A面   | この恋だけは                              | いなださより      | 宇佐美晴秀      | 近藤進     | ビクター     | SV-2305   |
| 26 | 1972年 11月     | B面   | もう一度                                  | いなださより      | 宇佐美晴秀      | 近藤進     | ビクター     | SV-2305   |
| 27 | 1973年 6月      | A面   | 雨に濡れて想うこと                        | 浜圭介            | 浜圭介          | 寺岡真三   | ビクター     | SV-2348   |
| 27 | 1973年 6月      | B面   | 可愛い女                                  | 千家和也          | 浜圭介          | 寺岡真三   | ビクター     | SV-2348   |
| 28 | 1973年 12月     | A面   | せめてお名前を                            | 伊藤アキラ        | 森田公一        | 高田弘     | ビクター     | SV-1167   |
| 28 | 1973年 12月     | B面   | どうぞお元気で                            | 伊藤アキラ        | 森田公一        | 高田弘     | ビクター     | SV-1167   |
| 29 | 1974年 8月      | A面   | ビューティフルなお別れね                  | 橋本淳            | 鈴木邦彦        | 高田弘     | ビクター     | SV-1202   |
| 29 | 1974年 8月      | B面   | 京都の女                                  | 橋本淳            | 鈴木邦彦        | 高田弘     | ビクター     | SV-1202   |
| 30 | 1975年 1月      | A面   | あたしの彼氏                              | 山口洋子          | 平尾昌晃        | 京建輔     | ビクター     | SV-2463   |
| 30 | 1975年 1月      | B面   | 愛人生活                                  | 山口洋子          | 平尾昌晃        | 京建輔     | ビクター     | SV-2463   |
| 31 | 1975年 4月      | A面   | 話してごらん                              | 片桐和子          | 平尾昌晃        | 馬飼野俊一 | ビクター     | SV-1237   |
| 31 | 1975年 4月      | B面   | かなりや                                  | 片桐和子          | 平尾昌晃        | 馬飼野俊一 | ビクター     | SV-1237   |
| 32 | 1975年 11月     | A面   | 私も女です                                | 橋本淳            | 杉本真人        | 上田力     | ビクター     | SV-2512   |
| 32 | 1975年 11月     | B面   | せめて今夜は                              | 橋本淳            | 杉本真人        | 上田力     | ビクター     | SV-2512   |
| 33 | 1976年 3月      | A面   | 指輪                                      | 橋本淳            | 杉本真人        | 萩田光雄   | ビクター     | SV-2528   |
| 33 | 1976年 3月      | B面   | よくある話泣いてます                      | 橋本淳            | 杉本真人        | 武市昌久   | ビクター     | SV-2528   |
| 34 | 1976年 10月     | A面   | 別れるのになぜ                            | 武田竜三          | 佐々木康雄      | 竜崎孝路   | ビクター     | SV-6108   |
| 34 | 1976年 10月     | B面   | 愛鍵                                      | 野本高平          | 有馬すすむ      | 有馬すすむ | ビクター     | SV-6108   |
| 35 | 1977年 5月      | A面   | 神戸で別れて                              | 岡田憲和          | 尾田悟          | 馬飼野俊一 | ビクター     | SV-6222   |
| 35 | 1977年 5月      | B面   | 世間ばなし                                | 有馬三恵子        | 笠井幹男        | 竜崎孝路   | ビクター     | SV-6222   |
| 36 | 1977年 12月     | A面   | 夜の横浜泣いてる私                        | 川口元義          | 川口元義        | 毛利猛     | ビクター     | SV-6335   |
| 36 | 1977年 12月     | B面   | 男と女                                    | たきのえいじ      | たきのえいじ    | 馬飼野俊一 | ビクター     | SV-6335   |
| 37 | 1978年 11月     | A面   | 小さなお店をもちました                    | 星野哲郎          | 鏑木創          | 斉藤恒夫   | 日本クラウン | CW-1803   |
| 37 | 1978年 11月     | B面   | ささやきの小径                            | 星野哲郎          | 鏑木創          | 斉藤恒夫   | 日本クラウン | CW-1803   |
| 38 | 1979年 5月      | A面   | ぬれて横浜                                | 星野哲郎          | 川口元義        | 斉藤恒夫   | 日本クラウン | CW-1838   |
| 38 | 1979年 5月      | B面   | なぐさめ                                  | 星野哲郎          | 安形和巳        | 斉藤恒夫   | 日本クラウン | CW-1838   |
| 39 | 1979年 5月      | A面   | ロス・プリモスの ディスコ・おてもやん     | 熊本県民謡        | 熊本県民謡      | 小杉仁三   | 日本クラウン | CW-1841   |
| 39 | 1979年 5月      | B面   | ロス・プリモスの ディスコ・鹿児島おはら節 | 鹿児島県民謡      | 鹿児島県民謡    | 小杉仁三   | 日本クラウン | CW-1841   |
| 40 | 1979年 6月      | A面   | 長崎の夜はむらさき                        | 古木花江          | 新井利昌        | 小杉仁三   | 日本クラウン | CW-1848   |
| 40 | 1979年 6月      | B面   | おもいでの雲仙                            | 星野哲郎          | 市川昭介        | 小杉仁三   | 日本クラウン | CW-1848   |
| 41 | 1979年 10月     | A面   | 小雨のアムール                            | 万里村ゆき子      | 米山正夫        | 原田良一   | 日本クラウン | CW-1873   |
| 41 | 1979年 10月     | B面   | 夜霧にぬれて                              | 原成一            | いしいゆきお    | 原田良一   | 日本クラウン | CW-1873   |
| 42 | 1980年 4月      | A面   | 悪いお酒ね                                | 峰礼子            | 川口元義        | 原田良一   | 日本クラウン | CW-1907   |
| 42 | 1980年 4月      | B面   | ラスト・ワルツ                            | 星野哲郎          | 関野幾生        | 小杉仁三   | 日本クラウン | CW-1907   |
| 43 | 1981年 1月      | A面   | 夜のブルース                              | はぞのなな        | 福田徳朗        | 神山純一   | 日本クラウン | CWA-54    |
| 43 | 1981年 1月      | B面   | (カラオケ)                                | -                 | 福田徳朗        | 神山純一   | 日本クラウン | CWA-54    |
| 44 | 1981年 2月      | A面   | 心がわり                                  | 高津圭子          | 中川博之        | 神山純一   | 日本クラウン | CWA-61    |
| 44 | 1981年 2月      | B面   | 知らなかったわ                            | 西村道夫          | 中川博之        | 神山純一   | 日本クラウン | CWA-61    |
| 45 | 1981年 10月     | A面   | 誘蛾燈                                    | 高畠諄子          | 中川博之        | 神山純一   | 日本クラウン | CWA-105   |
| 45 | 1981年 10月     | B面   | 女ごころはメランコリー                    | 高畠諄子          | 中川博之        | 神山純一   | 日本クラウン | CWA-105   |
| 46 | 1982年 9月      | A面   | アモーレ東京                              | 星野哲郎          | 黒沢明 川口元義 | 斉藤恒夫   | 日本クラウン | CWA-143   |
| 46 | 1982年 9月      | B面   | ロンリー・ナイト赤坂                      | 星野哲郎          | 黒沢明 川口元義 | 斉藤恒夫   | 日本クラウン | CWA-143   |
| 47 | 1982年 11月     | A面   | アイ ラブ ユー 新潟                       | 山岸一二三        | 山岸英樹        | 神山純一   | 日本クラウン | CWA-154   |
| 47 | 1982年 11月     | B面   | 新潟ブルース                              | 山岸一二三        | 山岸英樹        | 新井利昌   | 日本クラウン | CWA-154   |
| 48 | 1983年 7月      | A面   | 亀田慕情                                  | 山岸一二三        | 山岸英樹        | 竹村次郎   | 日本クラウン | CWA-185   |
| 48 | 1983年 7月      | B面   | (カラオケ)                                | -                 | 山岸英樹        | 竹村次郎   | 日本クラウン | CWA-185   |
| 49 | 1983年 11月     | A面   | せめてお名前を                            | 伊藤アキラ        | 森田公一        | 斉藤恒夫   | 日本クラウン | CWA-206   |
| 49 | 1983年 11月     | B面   | 神戸で別れて                              | 岡田憲和          | 尾田悟          | 斉藤恒夫   | 日本クラウン | CWA-206   |
| 50 | 1984年 2月      | A面   | 秋冬                                      | 中山丈二          | 堀江童子        | 竹村次郎   | 日本クラウン | CWA-224   |
| 50 | 1984年 2月      | B面   | 別れるのになぜ                            | 武田竜三          | 佐々木康雄      | 斉藤恒夫   | 日本クラウン | CWA-224   |
| 51 | 1984年 9月      | A面   | おんな虫                                  | 水木れいじ        | 浜圭介          | 小杉仁三   | 日本クラウン | CWA-251   |
| 51 | 1984年 9月      | B面   | 新宿ワルツ                                | 佐藤順英          | 上野哲          | 小杉仁三   | 日本クラウン | CWA-251   |
| 52 | 1985年 9月21日  | A面   | ここであなたと暮らしたい                  | 武田春雄          | 浜口庫之助      | 前田俊明   | 日本クラウン | CWA-309   |
| 52 | 1985年 9月21日  | B面   | 啄木の町をたずねて                        | 星野哲郎          | 浜口庫之助      | 前田俊明   | 日本クラウン | CWA-309   |
| 53 | 1986年 1月21日  | A面   | 雨の城ヶ崎                                | 星野哲郎          | 関野幾生        | 前田俊明   | 日本クラウン | CWA-335   |
| 53 | 1986年 1月21日  | B面   | 湯の町慕情                                | 星野哲郎          | 関野幾生        | 前田俊明   | 日本クラウン | CWA-335   |
| 54 | 1986年 3月21日  | A面   | 浪花に生きる                              | 池田充男          | 弦哲也          | 前田俊明   | 日本クラウン | CWA-346   |
| 54 | 1986年 3月21日  | B面   | 嵯峨野ひとり                              | 池田充男          | 弦哲也          | 前田俊明   | 日本クラウン | CWA-346   |
| 55 | 1986年 6月21日  | A面   | ラブユー東京パートII                      | 星野哲郎          | 中川博之        | 小杉仁三   | 日本クラウン | CWA-365   |
| 55 | 1986年 6月21日  | B面   | 博多中洲は雨あがり                        | 水木れいじ        | 中川博之        | 小杉仁三   | 日本クラウン | CWA-365   |
| 56 | 1987年 1月21日  | A面   | 別れの雨音                                | やしろよう        | 小林亜星        | 前田俊明   | 日本クラウン | CWA-390   |
| 56 | 1987年 1月21日  | B面   | 盛り場海峡                                | やしろよう        | 小林亜星        | 前田俊明   | 日本クラウン | CWA-390   |
| 57 | 1987年 4月1日   | A面   | ラブユー貧乏 (セリフ編)                   | 高橋秀樹 上原尚   | 中川博之        | 斉藤恒夫   | 日本クラウン | CWA-414   |
| 57 | 1987年 4月1日   | B面   | ラブユー貧乏 (ボーカル編)                 | 高橋秀樹 上原尚   | 中川博之        | 斉藤恒夫   | 日本クラウン | CWA-414   |
| 58 | 1987年 7月21日  | A面   | 湯本ブルース                              | 星野哲郎          | 原譲二          | 前田俊明   | 日本クラウン | CWA-420   |
| 58 | 1987年 7月21日  | B面   | 湯泉の女                                  | 多木比佐夫        | 叶弦大          | 前田俊明   | 日本クラウン | CWA-420   |
| 59 | 1988年 1月21日  | A面   | 金曜ロードショー                          | 麻生香太郎        | 岩城一生        | 高田弘     | 日本クラウン | CWA-448   |
| 59 | 1988年 1月21日  | B面   | 週末物語                                  | 麻生香太郎        | 麻生香太郎      | 高田弘     | 日本クラウン | CWA-448   |
| 60 | 1989年 2月21日  | A面   | 泣いたカラス                              | 秋元康            | 囃子ライス      | 高田弘     | 日本クラウン | CWA-502   |
| 60 | 1989年 2月21日  | B面   | 過去                                      | 横山聖仁郎        | 横山聖仁郎      | 高田弘     | 日本クラウン | CWA-502   |
| 61 | 1990年 1月21日  | A面   | 雪の長岡 恋の町                           | 白鳥健 山岸一二三 | 山岸之起        | 前田俊明   | 日本クラウン | S-36      |
| 61 | 1990年 1月21日  | B面   | くちべにの花                              | 高畠じゅん子      | 徳久広司        | 前田俊明   | 日本クラウン | S-36      |
| 62 | 1990年 8月21日  | 01    | 離婚                                      | 三浦弘            | 三浦弘          | 前田俊明   | 日本クラウン | CRDN-22   |
| 62 | 1990年 8月21日  | 02    | だから…今                                 | 三浦弘            | 三浦弘          | 前田俊明   | 日本クラウン | CRDN-22   |
| 63 | 1991年 8月21日  | 01    | アドレス帳                                | 仲畑貴志          | 服部克久        | 服部克久   | 日本クラウン | CRDN-92   |
| 63 | 1991年 8月21日  | 02    | ハーモニー                                | 仲畑貴志          | 服部克久        | 服部克久   | 日本クラウン | CRDN-92   |
| 64 | 1991年 12月16日 | 01    | ラブユー東京                              | 上原尚            | 中川博之        | 竜崎孝路   | 日本クラウン | CRDN-117  |
| 64 | 1991年 12月16日 | 02    | たそがれの銀座                            | 古木花江          | 中川博之        | 竜崎孝路   | 日本クラウン | CRDN-117  |
| 65 | 1992年 9月23日  | 01    | さよならララバイ                          | 高畠じゅん子      | 中川博之        | 竜崎孝路   | 日本クラウン | CRDN-141  |
| 65 | 1992年 9月23日  | 02    | 旭川ブルース                              | 荒川利夫          | 川口元義        | 竜崎孝路   | 日本クラウン | CRDN-141  |
| 66 | 1993年 8月21日  | 01    | 雨の星港                                  | 水木れいじ        | 関野幾生        | 前田俊明   | 日本クラウン | CRDN-195  |
| 66 | 1993年 8月21日  | 02    | 旅人椰子                                  | 新本創子          | 甲比丹          | 前田俊明   | 日本クラウン | CRDN-195  |
| 67 | 1994年 7月21日  | 01    | あなたのためなのよ                        | 高畠じゅん子      | 中川博之        | 竜崎孝路   | 日本クラウン | CRDN-239  |
| 67 | 1994年 7月21日  | 02    | 予告                                      | 高畠じゅん子      | 中川博之        | 竜崎孝路   | 日本クラウン | CRDN-239  |
| 68 | 1995年 6月21日  | 01    | 人妻夜雨                                  | 高畠じゅん子      | 中川博之        | 前田俊明   | 日本クラウン | CRDN-283  |
| 68 | 1995年 6月21日  | 02    | 夢借話                                    | 新條カオル        | 中川博之        | 前田俊明   | 日本クラウン | CRDN-283  |
| 69 | 1996年 9月25日  | 01    | いつまでも銀座                            | 高畠じゅん子      | 中川博之        | 小杉仁三   | 日本クラウン | CRDN-349  |
| 69 | 1996年 9月25日  | 02    | 羽をもがれた天使                          | 高畠じゅん子      | 土堀咲          | 小杉仁三   | 日本クラウン | CRDN-349  |
| 70 | 1997年 7月24日  | 01    | 上海しのび逢い                            | 志賀大介          | 平尾昌晃        | 馬飼野俊一 | 日本クラウン | CRDN-383  |
| 70 | 1997年 7月24日  | 02    | ほだされて                                | 久仁京介          | 平尾昌晃        | 馬飼野俊一 | 日本クラウン | CRDN-383  |
| 71 | 1998年 8月26日  | 01    | 小樽化粧                                  | 志賀大介          | 山本あやお      | 竜崎孝路   | 日本クラウン | CRDN-557  |
| 71 | 1998年 8月26日  | 02    | 霧の灯台                                  | 志賀大介          | 上野旬也        | 竜崎孝路   | 日本クラウン | CRDN-557  |
| 72 | 1999年 10月21日 | 01    | 北緯四十度四十分                          | 星野哲郎          | 杉本真人        | 小杉仁三   | 日本クラウン | CRDN-643  |
| 72 | 1999年 10月21日 | 02    | 住んでみたい町                            | 星野哲郎          | 関野幾生        | 小杉仁三   | 日本クラウン | CRDN-643  |
| 73 | 2003年 6月22日  | 01    | 北の雪虫                                  | 池田充男          | 徳久広司        | 前田俊明   | 日本クラウン | CRDN-892  |
| 73 | 2003年 6月22日  | 02    | 灯りの中で                                | 森聖二            | 上野旬也        | 前田俊明   | 日本クラウン | CRDN-892  |
| 74 | 2006年 6月7日   | 01    | フォーエバー東京                          | たかたかし        | 中川博之        | 前田俊明   | 日本クラウン | CRCN-1256 |
| 74 | 2006年 6月7日   | 02    | 高崎の女                                  | 聖蓮              | Primos mine     | 前田俊明   | 日本クラウン | CRCN-1256 |

### タイアップ曲
| 年     | 楽曲             | タイアップ                           |
| ------ | ---------------- | ------------------------------------ |
| 1968年 | ラブユーいとはん | 関西テレビ系ドラマ「ふぐ大将」主題歌 |
| 1968年 | ゆく春を         | フジテレビ系ドラマ「ゆく春を」主題歌 |

## 出演
- 『ミニミニ突撃隊』(1968年、松竹映画)
- 『わが命の唄 艶歌』（1968年、日活映画）
- 『オレたちひょうきん族』（フジテレビ）　-　「ラブユー貧乏」のコーナーにゲスト出演。何人トリオ（Mr.オクレ・村上ショージ・前田政二）と共演。
- 特別機動捜査隊 第407話「雨の中の女」（1969年、NET）
- 化粧品「シーボン化粧品」 1967年頃出演。
- 入浴剤「日本のハーブ湯」 1993年頃出演。

### NHK紅白歌合戦出場歴
黒沢明とロス・プリモスとして出場
| 年度/放送回               | 回 | 曲目           | 出演順 | 対戦相手 |
| ------------------------- | -- | -------------- | ------ | -------- |
| 1968年（昭和43年）/第19回 | 初 | たそがれの銀座 | 04/23  | 小川知子 |

注意点
- 出演順は「出演順/出場者数」で表す。

## CM
- 魔法瓶「せめてお名前を」
- お菓子「亀田慕情」

## その他
- Eテレ0655&2355「さらば、高円寺」、「さらば、豊橋」、「さらば、宝塚」、「さらば、八戸」、「どうしてそんな名前ですのん?」、「さらば、下呂温泉」、「さらば、アムステルダム」2016年4月 -

## 特記事項
- 「ラブユー東京」のパロディとして、なぎら健壱の『ラブユー東京スポーツ』があり、タイトルは似ているが、曲調はまったくの別物である。